# Гарроне, Риккардо
Риккардо Гарроне (итал. Riccardo Garrone; 1 ноября 1926, Рим — 14 марта 2016, Милан) — итальянский актёр театра и кино, режиссёр. Гарроне сыграл более 150 ролей.

## Биография
После окончания в 1949 году обучения в римской Национальной академии драматического искусства, состоялся его дебют в фильме Адам и Ева режиссёра Марио Маттоли.
Чувство юмора позволило актёру воплотить на экране значительное количество комических персонажей, среди которых священник Дон Фульгенцио из фильма Венеция, луна и ты и другие. Также играл и драматические роли в фильмах таких режиссёров, как Федерико Феллини, Луиджи Дзампа, Валерио Дзурлини.
В 1950 году Гарроне начал работать в театре, сначала с компанией актёров — Витторио Гассман, Диана Торриери и Элена Зареши. В течение 1950, 1960 и 1970-х годов интенсивно работал для большого экрана, появлялся во множестве кинокартин разнообразных жанров (комедии, фильмы ужасов и спагетти-вестерны).
Также Гарроне много работал над дубляжом фильмов и телевизионных постановок.
Ушёл со сцены в 2014 году.